# Espacio F
En análisis funcional, un espacio F (también escrito en ocasiones F-espacio) es un espacio vectorial {\displaystyle X} sobre los números reales o complejos junto con una métrica {\displaystyle d:X\times X\to \mathbb {R} } tal que:
1. La multiplicación escalar en {\displaystyle X} es continua con respecto a {\displaystyle d} y la métrica estándar en {\displaystyle \mathbb {R} } o {\displaystyle \mathbb {C} .}
2. La suma en {\displaystyle X} es continua con respecto a {\displaystyle d.}
3. La métrica es invariante a la traslación; es decir, {\displaystyle d(x+a,y+a)=d(x,y)} para todos los {\displaystyle x,y,a\in X.}
4. El espacio métrico {\displaystyle (X,d)} es completo.

La operación {\displaystyle x\mapsto \|x\|:=d(0,x)} se denomina norma F, aunque en general no es necesario que una norma F sea homogénea. Con invariancia a la traslación, la métrica se puede recuperar de la norma F. Por lo tanto, un espacio F real o complejo es equivalente a un espacio vectorial real o complejo equipado con una norma F completa.
Algunos autores utilizan el término espacio de Fréchet en lugar de espacio F, pero normalmente el término "espacio de Fréchet" está reservado para los espacios F localmente convexos.
Algunos otros autores utilizan el término "espacio F" como sinónimo de "espacio de Fréchet", con lo que se refieren a un espacio vectorial topológico metrizable completo localmente convexo.
La métrica puede ser o no ser necesariamente parte de la estructura en un espacio F. Muchos autores solo requieren que dicho espacio sea metrizable, de manera que satisfaga las propiedades anteriores.

## Ejemplos
Todos los espacios de Banach y los espacios de Fréchet son espacios F. En particular, un espacio de Banach es un espacio F con un requisito adicional de que {\displaystyle d(ax,0)=|a|d(x,0).}
Los espacios Lp se puede convertir en espacios F para todos los {\displaystyle p\geq 0} y para {\displaystyle p\geq 1} se pueden convertir en espacios localmente convexos y, por lo tanto, en espacios de Fréchet e incluso en espacios de Banach.

### Ejemplo 1
{\displaystyle L^{\frac {1}{2}}[0,\,1]} es un espacio F. No admite seminormas continuas ni funcionales lineales continuos; tiene espacio dual trivial.

### Ejemplo 2
Sea {\displaystyle W_{p}(\mathbb {D} )} el espacio de todas las serie de Taylor con valores complejos
{\displaystyle f(z)=\sum _{n\geq 0}a_{n}z^{n}}
en el disco unitario {\displaystyle \mathbb {D} }, de modo que
{\displaystyle \sum _{n}\left|a_{n}\right|^{p}<\infty }
entonces, para {\displaystyle 0<p<1,}, {\displaystyle W_{p}(\mathbb {D} )} son espacios F bajo espacios Lp:
{\displaystyle \|f\|_{p}=\sum _{n}\left|a_{n}\right|^{p}\qquad (0<p<1).}
De hecho, {\displaystyle W_{p}} es un álgebra casi de Banach. Además, para cualquier {\displaystyle \zeta } con {\displaystyle |\zeta |\leq 1}, la aplicación {\displaystyle f\mapsto f(\zeta )} es lineal acotada (funcional multiplicativo) en {\displaystyle W_{p}(\mathbb {D} ).}

## Condiciones suficientes
| Teorema Sea {\displaystyle d} una métrica cualquiera en un espacio vectorial {\displaystyle X} tal que la topología {\displaystyle \tau } inducida por {\displaystyle d} en {\displaystyle X} convierte a {\displaystyle (X,\tau )} en un espacio vectorial topológico. Si {\displaystyle (X,d)} es un espacio métrico completo, entonces {\displaystyle (X,\tau )} es un espacio vectorial topológico completo. |

## Propiedades relacionadas
El teorema de la función abierta implica que si {\displaystyle \tau {\text{and }}\tau _{2}} son topologías en {\displaystyle X} que convierten a {\displaystyle (X,\tau )} y {\displaystyle \left(X,\tau _{2}\right)} en espacios vectoriales topológicos metrizables completos (por ejemplo, de Banach o de Fréchet) y si una topología es más fina o más gruesa que la otra, entonces deben ser iguales (es decir, si {\displaystyle \tau \subseteq \tau _{2}{\text{or }}\tau _{2}\subseteq \tau {\text{then }}\tau =\tau _{2}}).
- Una aplicación lineal casi continua en un espacio F cuyo gráfico es cerrado es continua.[5]
- Una aplicación lineal casi abierta en un espacio F cuyo gráfico es cerrado es necesariamente una aplicación abierta.[5]
- Una aplicación lineal casi abierta continua de un espacio F es necesariamente una aplicación abierta.[6]
- Una aplicación lineal continua casi abierta de un espacio F cuya imagen es exigua en el codominio es necesariamente una aplicación abierta sobreyectiva.[5]